# Carlos Velasco Carballo
Carlos Velasco Carballo (Madrid, 1971. március 16. –) spanyol nemzetközi labdarúgó-játékvezető. Polgári foglalkozása mérnök.

## Pályafutása
Játékvezetésből 1988-ban Madridban vizsgázott. A RFEF Játékvezető Bizottsága (JB) minősítésével 2003-tól a Liga Adelante, 2004-től a Primera División játékvezetője. Küldési gyakorlat szerint rendszeres 4. bírói szolgálatot is végzett. Liga Adelante mérkőzéseinek száma: 122 (1995–2004). Primera División mérkőzéseinek száma: 214 (2015). Vezetett kupadöntők száma: 2 (2015).
| Időpont              | Helyszín                  | Mérkőzés típusa                         | Mérkőzés                   | Eredmény |
| -------------------- | ------------------------- | --------------------------------------- | -------------------------- | -------- |
| 2004. szeptember 11. | Camp Nou, Barcelona       | első Primera División mérkőzése         | FC Barcelona–Sevilla FC    | 2 – 0    |
| 2015. május 30.      | San Mamés Stadion, Bilbao | utolsó Primera División (COP) mérkőzése | Athletic Club–FC Barcelona | 1 – 3    |

Az RFEF JB küldésére többször irányította a Spanyol labdarúgó-szuperkupa döntőt.
| Időpont             | Helyszín            | Mérkőzés típusa   | Mérkőzés                     | Eredmény | Nézők száma |
| ------------------- | ------------------- | ----------------- | ---------------------------- | -------- | ----------- |
| 2009. augusztus 23. | Camp Nou, Barcelona | döntő 2. mérkőzés | FC Barcelona–Athletic Bilbao | 3 – 0    | 61 083      |
| 2015. augusztus 17. | Camp Nou, Barcelona | döntő 2. mérkőzés | FC Barcelona–Athletic Bilbao | 1 – 1    | 88 834      |

A Spanyol labdarúgó-szövetség JB Carlos Megía Dávila helyett terjesztette fel nemzetközi játékvezetőnek, a Nemzetközi Labdarúgó-szövetség (FIFA) 2008-tól tartja nyilván bírói keretében. A FIFA JB központi nyelvei közül a spanyolt és az angolt beszéli. 2010-ben az UEFA JB az elit csoportba delegálta. Több nemzetek közötti válogatott (Labdarúgó-világbajnokság, Labdarúgó-Európa-bajnokság), valamint Európa-liga és UEFA-bajnokok ligája klubmérkőzést vezetett, vagy működő társának 4. bíróként segített. 2009-ben a Liga I, 2014-ben az 1 Liga bajnokságában kapott feladatot. A spanyol nemzetközi játékvezetők rangsorában, a világbajnokság-Európa-bajnokság sorrendjében a 2. helyet foglalja el 21 találkozó szolgálatával. Európában a legtöbb válogatott mérkőzést vezetők rangsorában többed magával,  26 (2008. március 26.– 2016. június 25.) találkozóval tartják nyilván. Vezetett kupadöntők száma: 1 (2011).
| Időpont           | Helyszín                     | Mérkőzés típusa           | Mérkőzés     | Eredmény | Nézők száma |
| ----------------- | ---------------------------- | ------------------------- | ------------ | -------- | ----------- |
| 2008. március 26. | Ramat Gan Stadion, Ramat Gan | első válogatott mérkőzése | Izrael–Chile | 1 – 0    | 24 463      |

A 2010-es labdarúgó-világbajnokságon, valamint 2014-es labdarúgó-világbajnokságon a FIFA JB játékvezetőként alkalmazta. 2012-ben a FIFA JB bejelentette, hogy a brazil labdarúgó-világbajnokság lehetséges játékvezetőinek átmeneti listájára jelölte. A kiválasztottak mindegyike részt vett több szakmai szemináriumon. A FIFA JB kiválasztása alapján 2014-ben a 25 fős játékvezetői gárda egyik tagja. Selejtező mérkőzéseket az UEFA zónában vezetett. 
| Időpont             | Helyszín                              | Mérkőzés típusa                     | Mérkőzés                 | Eredmény | Nézők száma |
| ------------------- | ------------------------------------- | ----------------------------------- | ------------------------ | -------- | ----------- |
| 2009. június 6.     | Antonis Papadopoulos Stadion, Lárnaka | (2010 vb) előselejtező (8. csoport) | Ciprus–Montenegró        | 2 – 2    | 3 000       |
| 2012. szeptember 7. | Amsterdam ArenA, Amszterdam           | (2014 vb) előselejtező (D. csoport) | Hollandia–Törökország    | 2 – 0    | 49 500      |
| 2013. szeptember 6. | Renzo Barbera Stadion, Palermo        | (2014 vb) előselejtező (B csoport)  | Olaszország–Bulgária     | 1 – 0    | 28 662      |
| 2013. október 11.   | Ljudski vrt Stadion, Maribor          | (2014 vb) előselejtező (E csoport)  | Szlovénia–Norvégia       | 3 – 0    | 10 890      |
| 2014. június 19.    | Corinthians Stadion, São Paulo        | csoportmérkőzés (D csoport)         | Uruguay–Anglia           | 2 – 1    | 62 575      |
| 2014. június 25.    | Fonte Nova Stadion, Salvador          | csoportmérkőzés (F. csoport)        | Bosznia-Hercegovina–Irán | 3 – 1    | 48 011      |
| 2014. július 4.     | Maracanã Stadion, Fortaleza           | egyik negyeddöntő                   | Brazília–Kolumbia        | 2 – 1    | 60 342      |

A 2012-es labdarúgó-Európa-bajnokságon, valamint 2016-os labdarúgó-Európa-bajnokságon az UEFA JB játékvezetőként foglalkoztatta. A 2012-es kontinensviadal történetében először meccsenként négy asszisztens segítette munkáját. 2016-ban az Európa-bajnokság legidősebb játékvezetője.
| Időpont             | Helyszín                               | Mérkőzés típusa                     | Mérkőzés                                                | Eredmény | Nézők száma |
| ------------------- | -------------------------------------- | ----------------------------------- | ------------------------------------------------------- | -------- | ----------- |
| 2010. szeptember 3. | A. Le Coq Stadion, Tallinn             | (2012 eb) előselejtező (C. csoport) | Észtország–Olasz labdarúgó-válogatott                   | 1 – 2    | 8 600       |
| 2011. március 25.   | Puskás Ferenc Stadion, Budapest        | (2012 eb) előselejtező (E. csoport) | Magyarország–Holland labdarúgó-válogatott               | 0 – 4    | 23 000      |
| 2011. szeptember 6. | Maksimir Stadion, Zágráb               | (2012 eb) előselejtező (F. csoport) | Horvátország–Izrael labdarúgó-válogatott                | 3 – 1    | 13 688      |
| 2012. június 8.     | Nemzeti Stadion, Varsó                 | csoportmérkőzés (A csoport)         | Lengyelország–Görögország                               | 1 – 1    | 56 070      |
| 2012. június 17.    | Aréna Lviv, Lviv                       | csoportmérkőzés (B csoport)         | Dánia–Németország                                       | 1 – 2    | 32 990      |
| 2014. október 13.   | Laugardalsvöllur, Reykjavík            | (2016 eb) előselejtező (A. csoport) | Izland–Holland labdarúgó-válogatott                     | 2 – 0    | 9760        |
| 2015. március 28.   | Maksimir Stadion, Zágráb               | (2016 eb) előselejtező (H. csoport) | Horvátország–Norvég labdarúgó-válogatott                | 5 – 1    | 23 920      |
| 2015. június 15.    | Windsor Park, Belfast                  | (2016 eb) előselejtező (F. csoport) | Észak-Írország–Románia                                  | 0 – 0    | 10 000      |
| 2015. szeptember 8. | Friends Arena, Solna                   | (2016 eb) előselejtező (G. csoport) | Svédország–Ausztria                                     | 1 – 4    | 48 355      |
| 2015. október 8.    | Aviva Stadion, Dublin                  | (2016 eb) előselejtező (D. csoport) | Írország–Német labdarúgó-válogatott                     | 1 – 0    | 50 604      |
| 2015. november 15.  | Üllői úti Stadion, Budapest            | (2016 eb) rájátszás                 | Magyar labdarúgó-válogatott–Norvég labdarúgó-válogatott | 2 – 1    | 22 189      |
| 2016. június 11.    | Stade Bollaert-Delelis, Lens           | csoportmérkőzés (A. csoport)        | Albánia–Svájc                                           | 0 – 1    | 33 805      |
| 2016. június 20.    | Stade Geoffroy-Guichard, Saint-Étienne | csoportmérkőzés (B. csoport)        | Szlovákia–Angol labdarúgó-válogatott                    | 0 – 0    | 39 051      |
| 2016. június 25.    | Stade Bollaert-Delelis, Lens           | egyik nyolcaddöntő                  | Horvát labdarúgó-válogatott–Portugália                  | 0 – 0    | 33 523      |

Az UEFA JB küldésére irányította az Európa-liga döntőjét.
| Időpont         | Helyszín              | Mérkőzés típusa | Mérkőzés       | Eredmény | Nézők száma |
| --------------- | --------------------- | --------------- | -------------- | -------- | ----------- |
| 2011. május 18. | Aviva Stadion, Dublin | döntő           | Porto–SC Braga | 1 – 0    | 44 391      |

A FIFA JB küldésére vezette a FIFA-klubvilágbajnokság egyik elődöntőjét
| Időpont            | Helyszín                     | Mérkőzés típusa | Mérkőzés                   | Eredmény | Nézők száma |
| ------------------ | ---------------------------- | --------------- | -------------------------- | -------- | ----------- |
| 2013. december 18. | Stade de Marrakech, Marrákes | egyik elődöntő  | Raja Casablanca–CA Mineiro | 3 – 1    | 35 219      |

## Szakmai sikerek
- 2003/2004-es évadban nyújtott teljesítménye alapján megkapta az Arany Whistle díjat, mint az első és 2. osztály legjobb játékvezetője.
- 2008/2009-es évadban nyújtott teljesítménye alapján megkapta az Arany Whistle díjat, mint a  Primera División legjobb játékvezetője.
- 2010/2011-es évadban nyújtott teljesítménye alapján megkapta az Vicente Acebedo díjat, mint az első és 2. osztály legjobb játékvezetője.
- A IFFHS (International Federation of Football History & Statistics) 1987-2011 évadokról tartott nemzetközi szavazásán 151, játékvezető besorolásával minden idők 83, legjobb bírójának rangsorolta, holtversenyben Martin Atkinson, Paolo Casarin, Vojtěch Christov, Philip Don, Peter Fröjdfeldt, Nisimura Júicsi társaságában.
- 2012/2013-as évadban nyújtott teljesítménye alapján megkapta az Guruceta díjat, mint a  Primera División legjobb játékvezetője.